# Etes
Etes é um município da Hungria, situado no condado de Nógrád. Tem 15,8 km² de área e sua população em 2015 foi estimada em 1.374 habitantes.